# Sam Jaffe (acteur)
Pour les articles homonymes, voir Jaffe.
Sam Jaffe est un acteur américain, né le 10 mars 1891 à New York (État de New York), et mort d'un cancer le 24 mars 1984 à Beverly Hills (Californie).
Dans les années 1950, il fut une des victimes du maccarthysme et inscrit sur la liste noire du cinéma.

## Filmographie

### Cinéma
- 1934 : L'Impératrice rouge (The Scarlet Empress) de Josef von Sternberg : le grand-duc Pierre
- 1934 : Résurrection (We Live Again) de Rouben Mamoulian : Gregory Simonson
- 1937 : Horizons perdus (Lost Horizon) de Frank Capra : le grand lama
- 1939 : Gunga Din de George Stevens : Gunga Din
- 1947 : 13, rue Madeleine (13 Rue Madeleine) d'Henry Hathaway : le maire Galimard
- 1947 : Le Mur invisible (Gentleman's Agreement) d'Elia Kazan : Professeur Fred Lieberman
- 1949 : Les Mirages de la peur (The Accused) de William Dieterle : Dr Romley
- 1949 : La Corde de sable (Rope of Sand) de William Dieterle : Dr Francis Kittridge Hunter
- 1950 : Quand la ville dort (The Asphalt Jungle) de John Huston : Doc Erwin Riedenschneider
- 1951 : Under the Gun de Ted Tetzlaff : Samuel Gower
- 1951 : Vendeur pour dames (I Can Get It for You Wholesale) de Michael Gordon : Sam Cooper
- 1951 : Le Jour où la Terre s'arrêta (The Day the Earth Stood Still) de Robert Wise : le professeur Jacob Barnhardt
- 1953 : Main Street to Broadway : lui-même
- 1957 : Les Espions d'Henri-Georges Clouzot : Sam Cooper
- 1958 : Le Barbare et la Geisha (The Barbarian and the Geisha) de John Huston : Henry Heusken
- 1959 : Ben-Hur de William Wyler : Simonides
- 1967 : Petit guide pour mari volage (A Guide for the Married Man) de Gene Kelly : Shrink
- 1968 : La Bataille de San Sebastian d'Henri Verneuil : le père Joseph
- 1969 : Le Plus Grand des hold-up (The Great Bank Robbery) d'Hy Averback : frère Lilac Bailey
- 1970 : Horreur à volonté (The Dunwich Horror) de Daniel Haller : le vieux Whateley
- 1971 : The Tell-Tale Heart : le vieil homme
- 1971 : L'Apprentie sorcière (Bedknobs and Broomsticks) de Robert Stevenson : le libraire
- 1980 : Les Mercenaires de l'espace (Battle Beyond the Stars) de Jimmy T. Murakami : Dr. Hephaestus
- 1984 : Nothing Lasts Forever de Tom Schiller : le père Knickerbocker
- 1984 : Le Passeur (Río abajo) de José Luis Borau : El Gabacho

### Télévision
- 1961 : The Law and Mr. Jones (série) : Martin Berger
- 1961 :  The Westerner (en) (série) : le vieux McKeen
- 1961 : Les Incorruptibles (The Untouchables) (série) : Luigi Valcone
- 1961 : Naked City (série) : Lazslo Lubasz
- 1961 : The Islanders (série) : Papa Mathews
- 1961-1965 : Ben Casey (série) : Dr David Zorba
- 1965 : Daniel Boone (série) : Jed Tolson
- 1966 : Bonanza (série) : Joshua Norton
- 1966 : Batman (série) : Zoltan Zorba (non crédité)
- 1969 : L'Envers du tableau (Night Gallery) (série) : Bleum
- 1970 : Quarantined (téléfilm) : M. Berryman
- 1970 : The Old Man Who Cried Wolf (téléfilm) : Abe Stillman
- 1971 : Opération danger (Alias Smith and Jones) (série) : Soapy Saunders
- 1971 : Sam Hill: Who Killed Mr. Foster? (téléfilm) : Toby
- 1972 : Ghost Story (série) : De Witt
- 1973 : Saga of Sonora : le vieux Sam
- 1973 : The Snoop Sisters (série) : Isaac Waldersack
- 1974 : QB VII (feuilleton) : Dr Mark Tessler
- 1974 : Les Rues de San Francisco (The Streets of San Francisco) (série) : Alex Zubatuk
- 1975 : Columbo : La Femme oubliée (Forgotten Lady) (série) : Dr Henry Willis
- 1975 : Section 4 (S.W.A.T.) (série) : Dr Brunner
- 1975 : Harry O (série) : Dr Howard Cambridge
- 1976 : Super Jaimie (The Bionic Woman) (série) : l'amiral Richter
- 1976 : The Sad and Lonely Sundays (téléfilm) : Dr Sweeny
- 1977 : Kojak (série) : Papa
- 1980 : Buck Rogers (Buck Rogers in the 25th Century) (série), saison 1, épisode 24 "La sorcière de la guerre - 1re partie" : le chef du Conseil
- 1980 : Le Droit à la justice (Gideon's Trumpet) : le 1er juge de la Cour suprême
- 1980 : La croisière s'amuse (The Love Boat) (série) : le professeur Weber